# Ministeri d'Economia de Letònia
El Ministeri d'Economia de Letònia (en letó: Latvijas Republikas Ekonomikas ministrija) és la institució administrativa estatal responsable de la política econòmica a Letònia. El ministeri també representa els interessos econòmics de Letònia a la Unió Europea.
El Ministeri d'Economia es va establir el 1918 com el «Ministeri de Comerç i Indústria». Va ser dissolt després de la incorporació de Letònia en l'URSS. El 1991 va ser restaurat com el «Ministeri de Reformes Econòmiques» i l'any 1993 es va adoptar el nom actual. L'actual ministra d'Economia és Dana Reizniece-Ozola, nomenada el 5 de novembre de 2014.

## Funcions
El ministeri desenvolupa i implanta la política econòmica estructural, energètica, mercat intern -béns i serveis-, desenvolupament comercial i tecnològic, competitivitat, protecció dels drets del consumidor, construcció i habitatge, i la política econòmica externa. Per aconseguir aquests fins, el Ministeri treballa en estreta col·laboració amb les organitzacions no governamentals que representen els empresaris i d'altres agents socials.
El Ministeri d'Economia també és responsable de la introducció i supervisió de programes i projectes dels Fons Estructurals de la Unió Europea. Aquests fons són administrats per l'Agència d'Inversions i Desenvolupament de Letònia, una agència governamental encarregada de promoure el desenvolupament de negocis a Letònia, en facilitar el creixement de la inversió estrangera i augmentar la competitivitat dels empresaris letons als mercats nacionals i estrangers. La mencionada agència està subordinada directament al Ministeri d'Economia.